# Shehnaaz Gill
Shehnaaz Gill (nacida el 27 de enero de 1994), es una actriz, modelo y cantante india que trabaja en televisión y cine. Comenzó su carrera como modelo con el video musical del 2015, Shiv Di Kitaab . En 2017, debutó como actriz en la película de Punjabi Sat Shri Akaal England . En 2019, participó en la decimotercera temporada del reality show hindi Bigg Boss  y terminó en tercer lugar.

## Vida y carrera

### Carrera y vida tempranas principios
Gill nació el 27 de enero de 1994 y creció en Punjab, India. Es de Punjabi y pertenece a una familia sij. Le encantó para actuar y cantar, y soñaba para ser un actriz desde su niñez.
Empezó su carrera al presentar en "Shiv Di Kitaab" en 2015. Gill Apareció en "Majhe Di Jatti" y "Pindaan Diyan Kudiyaan" en 2016. Otro vídeo de música vino con Garry Sandhu tituló "Yeah Baby Remix". Gill también protagonizó algunas películas de Punjab como Sentados Shri Akaal Inglaterra en 2017, Kala Shah Kala y Daaka en 2019.

### Bigg Boss 13y aventuras más lejanas

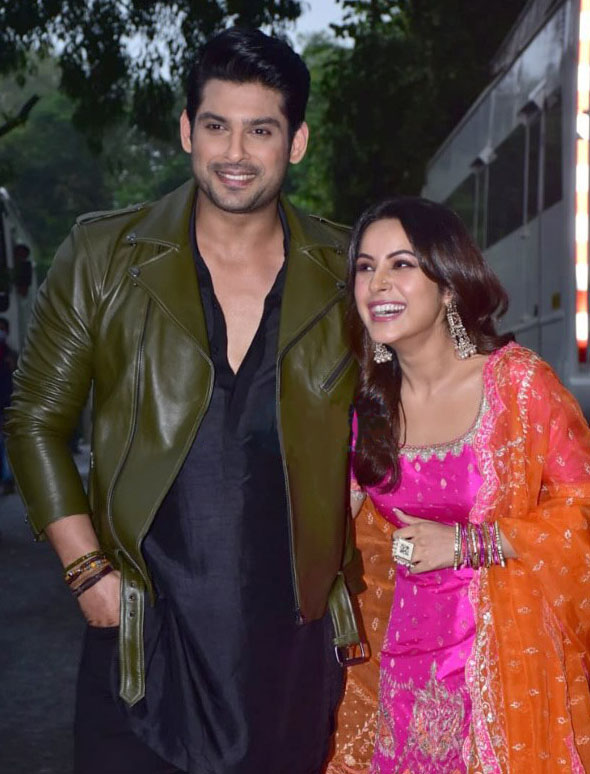
Gill con Sidharth Shukla en elBigg Jefe OTT set

En septiembre de 2019, Gill entró como participante celebrity en Bigg Jefe 13. Mientras ella estaba en Bigg Boss Hause, salió su primer single, "Veham" , seguido por algunos otro singles incluyendo "Acera", "Gama" y "Ronda Ali Peti". La temporada terminó en febrero de 2020, donde Gill quedó segunda. En febrero de 2020,  apareció en Mujhse Shaadi Karoge pero se canceló en un mes debido al COVID-19.
Ha aparecido en varios de vídeos de música que incluyen "Bhula Dunga", "Keh Gayi Tristes", "Kurta Pajama", "Waada Hai", "Shona Shona" y "Mosca". Gill tiene previsto aparecer en la película punjabi  Honsla Rakh.

## Medios de comunicación
Gill aparece 13.º y 11.º en el ranking en Times Top 20 Most Desirable Women on TV en 2019 y 2020 respectivamente. Fue la No. 45 en el  Times Most Desirable Women in 2020.. En 2021, Gill apareció en la portada digital de Filmfare y recibió  el premio "Promising Fresh Face" en el ET Inspiring Women Awards

## Filmografía

### Película
| Year | Film                   | Role(s)      | Notes        | Ref(s) |
| ---- | ---------------------- | ------------ | ------------ | ------ |
| 2017 | Sat Shri Akaal England | Sonia Khanna | Punjabi film | [ 28 ] |
| 2019 | Kala Shah Kala         | Taaro        | Punjabi film | [ 28 ] |
| 2019 | Daaka                  | Pushpa       | Punjabi film | [ 28 ] |
| 2021 | Honsla Rakh            | TBA          | Punjabi film | [ 21 ] |

| Año       | Título               | Rol (s)     | Notas         |        |
| --------- | -------------------- | ----------- | ------------- | ------ |
| 2019-2020 | Bigg Boss 13         | Concursante | 2 º finalista | [ 29 ] |
| 2020      | Mujhse Shaadi Karoge | Sí misma    |               | [ 30 ] |

#### Actriz invitada
| Año  | Título                     | Notas                     |        |
| ---- | -------------------------- | ------------------------- | ------ |
| 2021 | Bigg Jefe 14               |                           | [ 31 ] |
| 2021 | Bigg Jefe OTT              | Junto con Sidharth Shukla |        |
| 2021 | Baile Deewane (Estación 3) | Junto con Sidharth Shukla |        |

### Vídeoclips
| Año  | Canción                 | Cantante                  | Ref.   |
| ---- | ----------------------- | ------------------------- | ------ |
| 2015 | Shiv Di Kitaab          | Gurvinder Brar            | [ 32 ] |
| 2016 | Majhe Di Jatti          | Kanwar Chahal             | [ 33 ] |
| 2016 | Pindaan Diyaan Kudiyaan | Gejja Bhullar             | [ 33 ] |
| 2017 | Yaari                   | Guri                      | [ 34 ] |
| 2018 | Yeah Baby               | Garry Sandhu              | [ 35 ] |
| 2020 | Bhula Dunga             | Darshan Raval             | [ 14 ] |
| 2020 | Keh Gayi Triste         | Jassi Gill                | [ 36 ] |
| 2020 | Kurta Pajama            | Tony Kakkar               | [ 16 ] |
| 2020 | Waada Hai               | Arjun Kanungo             | [ 17 ] |
| 2020 | Shona Shona             | Tony Kakkar y Neha Kakkar | [ 18 ] |
| 2021 | Mosca                   | Badshah Y Amit Uchana     | [ 19 ] |

## Discografía
| Año  | Canción | Compositor | Ref.   |
| ---- | ------- | ---------- | ------ |
| 2019 | Veham   | Laddi Gill | [ 37 ] |
| 2019 | Gama    | Lovees     | [ 11 ] |
| 2020 | Acera   | Harj Nagra | [ 11 ] |